# NGC 2444
NGC 2444 је лентикуларна галаксија у сазвежђу Рис која се налази на NGC листи објеката дубоког неба.
Деклинација објекта је + 39° 1' 57" а ректасцензија 7h 46m 53,0s. Привидна величина (магнитуда) објекта NGC 2444 износи 12,9 а фотографска магнитуда 13,9. NGC 2444 је још познат и под ознакама UGC 4016, MCG 7-16-16, CGCG 206-24, ARP 143, VV 117, NPM1G +39.0140, PGC 21774.